# Саперкино
Саперкино (чув. Сапперел) — село в Исаклинском районе Самарской области. Входит в состав сельского поселения Два Ключа.

## География
Находится на расстоянии примерно 10 километров по прямой на юго-восток от районного центра села Исаклы.

## История
Известно с 1762 (по другим данным с 1754 года) года как селение новокрещеных чувашей. Основатель Савелий Борисов (Сапер Тоймикеев). Реальная дата возникновения предположительно 1744 год. Церковь построена в 1910 году. 

## Население
Постоянное население составляло 516 человек (чуваши 92%) в 2002 году, 425 в 2010 году.